# Колібрі-довгохвіст смарагдовий
Колі́брі-довгохві́ст смарагдовий (Lesbia nuna) — вид серпокрильцеподібних птахів родини колібрієвих (Trochilidae). Мешкає в Андах.

## Опис
Довжина самців 15,3-17 см, враховуючи хвіст довжиною 106-136 мм, довжина самиць становить 11,6 см, враховуючи хвіст довжиною 45-62 мм, вага 3,1-4,3 г. У самців номінативного підвиду верхня частина тіла смарагдово-зелена, блискуча, горло райдужно-смарагдово-зелене, нижня частина живота сірувата, поцяткована зеленими плямками. Хвіст довгий, роздвоєний, чорний, стернові пера мають зелені кінчики. У самиць номінативного підвиду нижня частина тіла біла, поцяткована блискучими зеленими плямами, хвіст у них коротший. Дзьоб короткий, прямий, чорний, довжиною 7-14 мм. Забарвлення молодих птахів є подібним до забарвлення самиць, однак у молодих самців на горлі є зелені плями.
Самці підвиду L. n. gouldii є схожими на самців номінативного підвиду, однак мають менші розміри, коротший дзьоб і більш зелений хвіст. У самців підвиду L. n. gracilis коротший і товщий дзьоб, ніж у самців номінативного підвиду, в нижні покривні пера хвоста у них охристі, поцятковані зеленими плямами. У самців підвиду L. n. pallidiventris дзьоб довший, ніж у представників двох попередніх підвидів, а верхня частина тіла менш синьо-зелена, ніж у представників номінативного підвиду. У самців підвиду L. n. huallagae дзьоб більш довгий, ніж у представників підвиду L. n. pallidiventris, однак коротший, ніж у представників номінативного підвиду; забарвлення у них має бронзово-зелений відтінок, а живіт більш світлий, ніж у L. n. nuna. Самці підвиду L. n. aureliae мають яскраво-золотисто-бронзово-зелене забарвлення, живіт у них кремово-охристий.

## Підвиди
Виділяють шість підвидів:
- L. n. gouldii (Loddiges, 1832) — Східний хребет Колумбійських Анд на північному сході країни, можливо, також захід Венесуели (Мерида);
- L. n. gracilis (Gould, 1846) — Анди на півночі і в центрі Еквадору;
- L. n. aureliae Weller & Schuchmann, 2004[4] — Анди на південному сході Еквадору (від Асуая до Лохи);
- L. n. pallidiventris (Simon, 1902) — Анди на півночі і в центрі Перу (від П'юри до Уануко);
- L. n. huallagae Weller & Schuchmann, 2004[4] — долина річки Уайяґа в Уануко, Перу;
- L. n. nuna (Lesson, RP, 1832) — Анди на південному сході Перу і в північній Болівії.

## Поширення і екологія
Смарагдові колібрі-довгохвости мешкають в Колумбії, Еквадорі і Перу, можливо, також у Венесуелі. Вони живуть  у високогірних чагарникових заростях, на узліссях вологих гірських тропічних лісів та на високогірних луках. Зустрічаються на висоті від 1700 до 3800. Живляться нектаром різноманітних рослин, зокрема Castilleja fissifolia, Cavendishia cordifolia, Rubus, Cuphea dipetala, Palicourea angustifolia, Buddleja тощо, іноді також комахами, яких ловлять в польоті. Сезон розмноження триває з листопада по квітень. Самці літають зигзагами перед самицею, що сидить на гілці. Гніздо чашоподібне, робиться з моху і корінців, встеляється м'яким рослинним матеріалом, розміщується на висоті 2-4 м над землею. В кладці 2 яйця.